# Aristotelia chilensis
Espèce
Classification phylogénétique
Répartition géographique
Aristotelia chilensis est une espèce de petits arbres de la famille des Éléocarpacées originaire du Chili, dont le nom vernaculaire est "maqui".

## Description
Il s'agit d'un petit arbre, ne dépassant pas 5 m de haut, à feuillage persistant, vert foncé. Son port est naturellement buissonnant, aux branches arquées.
Les feuilles sont opposées, ovales-lancéolées, pétiolées : le pétiole a de un à trois centimètres de long, le limbe mesure de trois à sept centimètres de long, rarement dix.
Les inflorescences sont de courts panicules de un à deux centimètres de long. Les fleurs, blanc jaunâtre, ne dépassent pas trois à cinq millimètres de long. Le calice est formé de cinq sépales lobés, la corolle de cinq pétales libres, de deux à quatre millimètres de long. Dix à dix-huit étamines s'ordonnent en deux cercles autour du pistil à deux ou trois locules.
Le fruit est une drupe noir violacé à deux ou trois locules, avec deux graines par locule.

## Distribution
Aristotelia chilensis est une espèce originaire du Chili et d'Argentine (dans la zone de la cordillère des Andes).
Son utilisation horticole l'a répandue dans l'ensemble des régions tempérées.

## Utilisation
Ancestralement les Mapuches, peuple originel du sud du Chili, utilisaient les baies et les feuilles pour des préparations médicinales.
Un des usages de cette espèce est ornemental. Des variétés horticoles sont disponibles dont la principale est Aristotelia chilensis 'variegata' ; variété à feuillage panaché.
Récemment le maqui a été considéré comme "superfruit", à cause de possibles propriétés médicinales. L'intérêt pour le fruit dans les pays développés semble en augmentation.
Des études récentes de l'université du Chili classent le Maqui et le Calafate, plantes indigène de la Patagonie, parmi les fruits au contenu anti-oxydants les plus élevés. De plus son contenu en polyphénols permet entre autres de lutter contre le stress oxydatif et dispose d'un effet anti-inflammatoire.

## Position taxinomique
Cette espèce est décrite par Juan Ignacio Molina en 1782 sous le nom de Cornus chilensis.
Stephen Conrad Stuntz lui donne son nom définitif, Aristotelia chilensis, en 1914.
En 1784, comme espèce type du genre Aristotelia, Charles Louis L'Héritier de Brutelle avait choisi Aristotelia macqui, espèce ainsi nommée sur la base du nom vernaculaire usité au Chili et qui se révélera être un synonyme de Aristotelia chilensis. Les quatre variétés qui sont attachées à cette espèce en sont donc aussi des synonymes.
Les synonymes reconnus sont donc :
- Aristotelia glandulosa Ruiz & Pav.
- Aristotelia macqui L'Hér.
- Aristotelia macqui var. alpestris Reiche
- Aristotelia macqui var. andina Phil.
- Aristotelia macqui var. brachystyla Kurz
- Aristotelia macqui var. leucocarpa Dimitri
- Cornus chilensis Molina

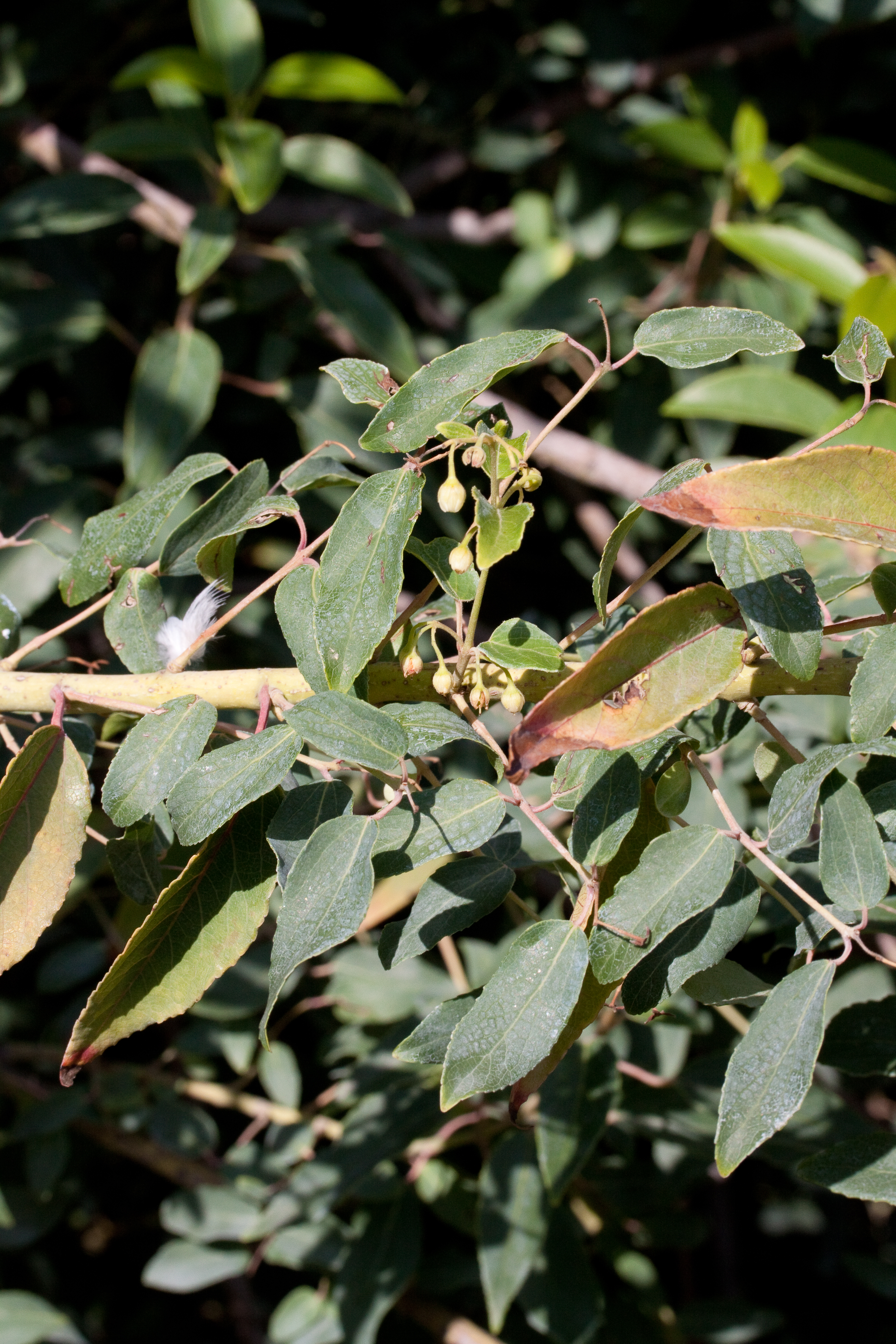
Fleurs
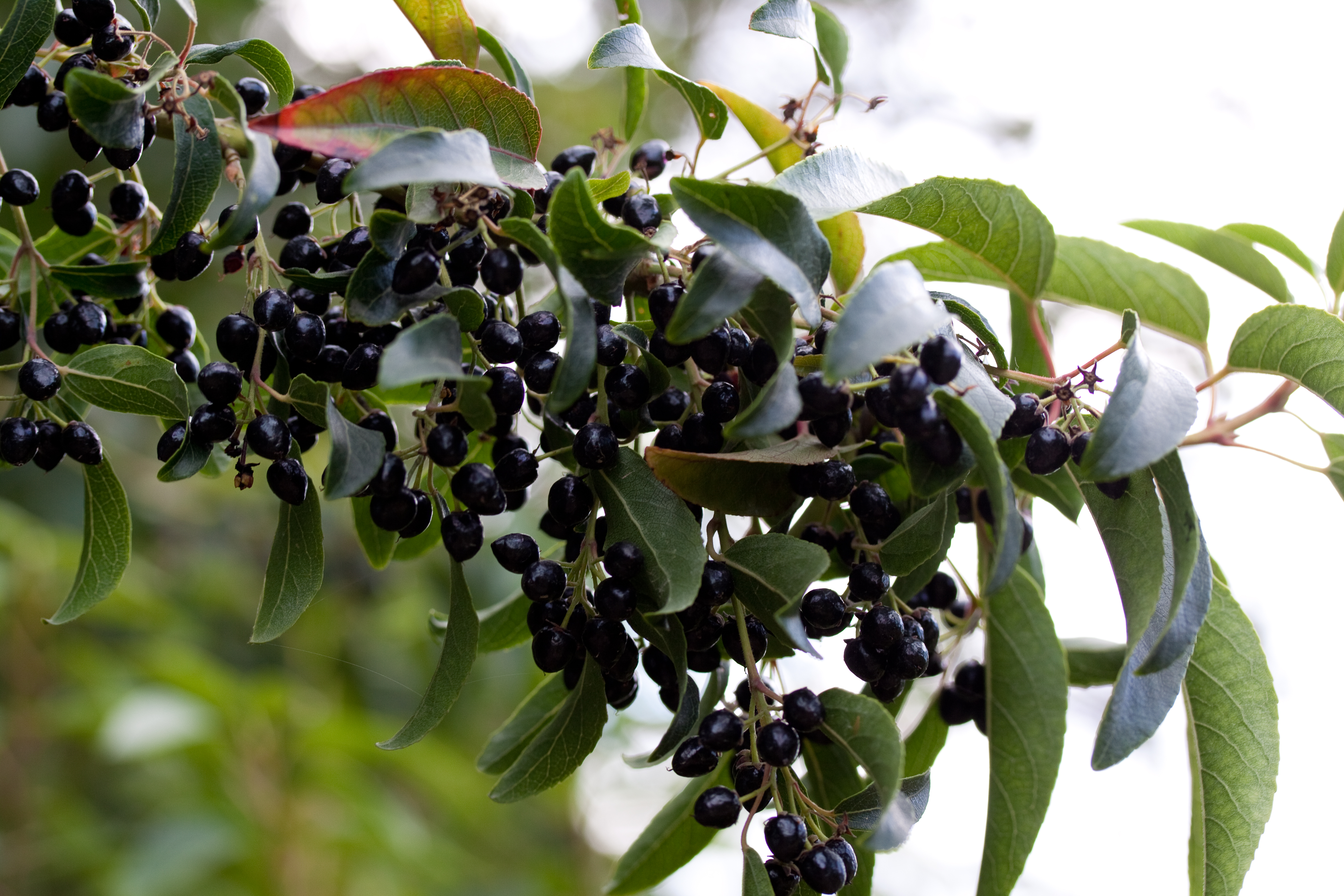
Fruits
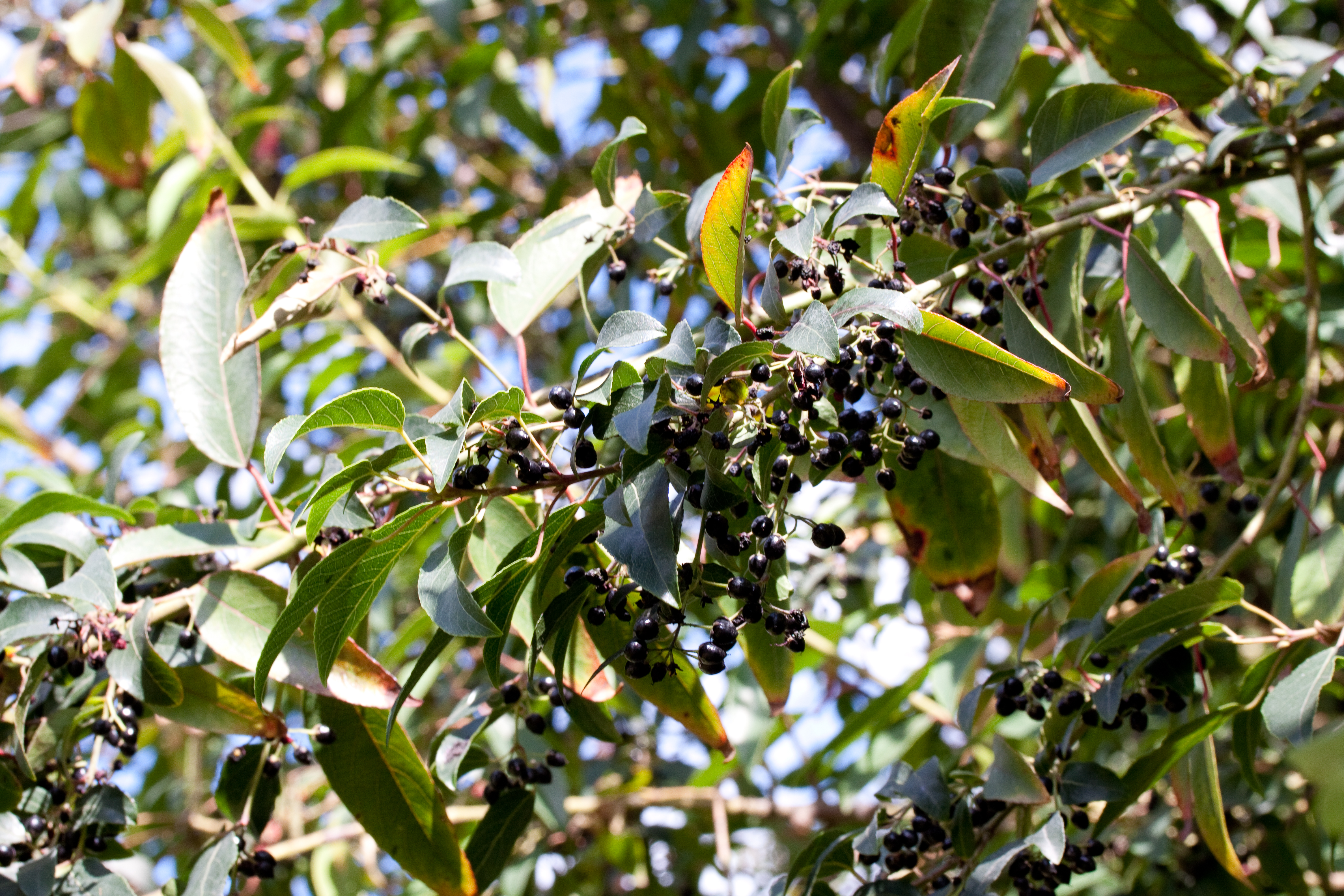
Fruits